# Cope2
Fernando Carlo, známý jako Cope2 je známý především díky své graffiti tvorbě, s kterou začal již v roce 1978. 

## Graffiti
Ač světoznámý, ve světě graffiti zůstával nepovšimnut až do půlky devadesátých let. On a jeho klan (tým lidí, kteří dělají graffiti) „Kings Destroy“ (dříve „Kids Destroy“, nebo jednoduše „KD“ jsou ústředním bodem filmu o graffiti Kings Destroy. Cope2 byl jeden z hlavních cílů newyorského Vandal Squad (státní organizace bojující proti vandalismu) a byl uvězněn za vandalismus, obchodování s drogami a držení drog (heroinu, marihuany, LSD a cracku). Uvěznění následovalo vydání dvousetsedmdesáti stránkové knihy Cope2: True Legend („Cope2: Skutečná legenda“). Cope2 začal s graffiti na konci sedmdesátých let, jeho bratranec Chico 80 zasvětil Copeho do kreslení a začlenění do „graffiti rodiny“. Shromáždil kolem sebe vlastní klan zvaný Kids Destroy, který se přejmenoval na Kings Destroy poté, co se stal králem čtvrté linky (metra).
Některá z Copeho počátečních děl byla prodána na aukci u Christie's, po 1 000 dolarů za malbu. Mezi dřívější práce patří také obal na album Sex and Violence.

## Zajímavosti
V roce 2006 se objevil ve hře od Marca Ecka – Marc Ecko's Getting Up: Contents Under Pressure. Postava hráče si fotí Copeho díla jako práci jedné z „graffiti legend“ krátce předtím, než Cope2 sám dorazí a naučí hráče, jak dělat throw-upy na vlaky. Před vydáním hry zavolal Cope2 místnímu radnímu Peteru Vallonemu Jr., aby si postěžoval na snížení propagace akce k vydání této hry. Tato událost koordinovaná Marcem Eckem měla na svém programu malování na staré vyřazené vlaky na ulici za podpory hiphopové hudby, byla to oslava graffiti a hip hopu. Vallone označil Copeho za výtržníka. Říká se, že tato konfrontace vyvolala zájem magazínu Time o Copeho. Povolení k akci bylo později obnoveno soudcem Jedem S. Rakoffem ze Státního soudu v Manhattanu, který přehodnotil předchozí rozhodnutí s ohledem na svobodu projevu.
Magazín Time nabídl Copemu 20 000 dolarů za nakreslení billboardové reklamy ve čtvrti SoHo v New Yorku na Manhattanu, v Houstonu a Woosteru. Reklama zobrazuje magazín pokrytý graffiti tagy s nápisem: „Post-modernismus? Neo-expressionismus? Pouze vandalismus? Time. Ví proč.“ (v originále „Post-Modernism? Neo-Expressionism? Just Vandalism? Time. Know why“).
Cope2 navrhl pár tenisek pro Converse pod řadou Chuck Taylor All-Stars. Jeho throw-up se nedávno objevil na zdi ve filmu Shrek 3. Cope2 je jeden z nejznámějších lidí, co používají tzv. „wildstyle“ a je taky znám pro svoje bublinová písmena, přestože je vlastně navrhl známý umělec Cap.
Cope2 je také autorem nápisů na různých zdech ve hře Grand Theft Auto IV, zkráceně též GTA IV.